# Kleiner Bösenstein
Kleiner Bösenstein  (2395 m n. m.) je hora v Rottenmannských Taurách na území rakouské spolkové země Štýrsko. Nachází se v hlavním hřebeni mezi horami Grosser Bösenstein (2448 m) na severu a Perwurzgupf (2082 m) na jihozápadě. Grosser Bösenstein je oddělen sedlem Elendscharte (2298 m) a Perwurzgupf sedlem Perwurzpolster (1814 m). Sedlo Perwurzpolster je s horou spojeno skalnatou hranou Perwurzleiten. Východním směrem vybíhá z hory krátká boční rozsocha směřující k vrcholu Großer Hengst (2156 m). Pod severovýchodními svahy hory se rozkládá jezero Grünelacke, pod jihozápadními jezero Geißrinksee.

## Přístup
- po značené turistické cestě č. 902 od chaty Edelrautehütte

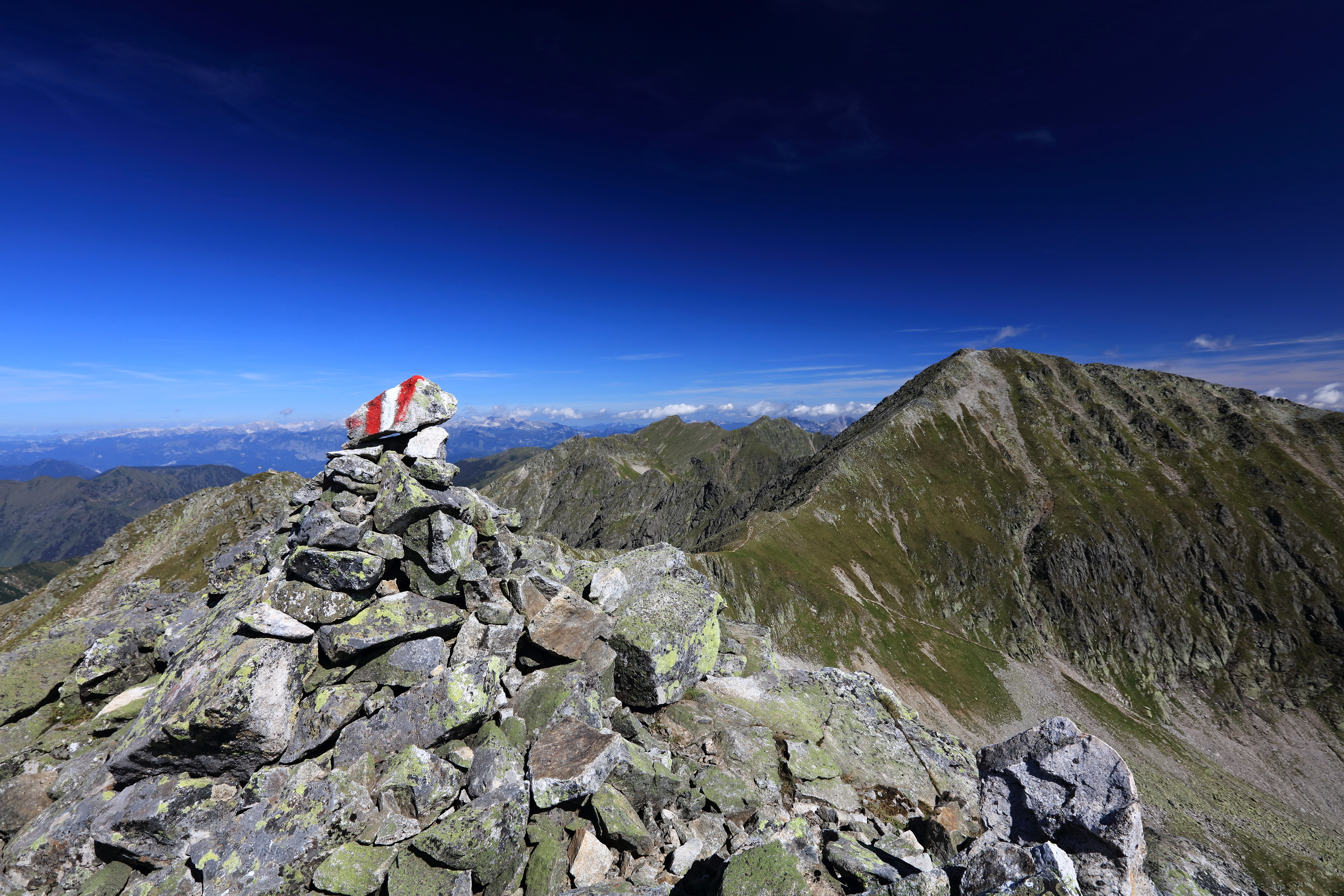
Vrchol Kleiner Bösensteinu

- po značené turistické cestě č. 902 ze sedla Perwurzpolster